# Carex concinnoides
Espèce
Classification phylogénétique
Carex concinnoides est une espèce de plantes du genre Carex et de la famille des Cyperaceae.